# 中部洞 (慶州市)
中部洞（：／ Jungbu dong */?）是大韩民国庆尚北道庆州市下辖的一个洞。

## 主要设施
- 新韓銀行
- 朝興銀行
- 友利銀行
- 大邱銀行
- 国民银行
- 韩国农业协会
- 启明大学東山醫院
- 庆州高速巴士客运站
- 慶州路西里古墳群
- 慶州路東里古墳群